# 口パク
口パク（くちパク、唇同期、英語: lip sync リップシンク）とは、音声と同期させて口元を動かすこと。その瞬間に歌手の口から出た歌声を聴衆に聞かせず、代わりに事前に録音された歌声を聴衆に聞かせ、その歌声にあわせて歌手が口を動かし、あたかもその瞬間に歌っている歌声を聴衆に聞かせているかのように見せることである。

## 概説
この技法は、日本では1980年代からラジオ、テレビなどで用いられるようになった（アメリカではそれ以前から用いられていた）。ステージやTVスタジオで生バンドの生演奏にあわせて歌手が歌っていた番組では口パクは困難であったが、その後に、あらかじめ録音されたカラオケに合わせて歌手がステージやTVスタジオで歌う番組が増えると、口パクという技法を選ぶ歌手が、（歌唱力が低い歌手や、ダンス重視のパフォーマーなどを中心にして）次第に増えていった。

### 口パク以外は選べないパフォーマーの出現と増加
これとは別方向の話で、特に深刻な話だが、デジタル時代に、さまざまなデジタル的音加工技法が編み出され、スタジオでマイクでひろった歌声をそのまま使わず、その歌声に極端な加工を加えて音楽を作る技法、たとえば、生の歌声よりもはるかに品質が良い歌声かのように聞こえるように デジタル的にエフェクトをかけたり、容姿は良いが音痴の人に曲を歌わせアイドルとして売り出す場合、歌手の音痴が原因で狂った音高（ピッチ）を、一旦録音した後、スタジオ側（のエンジニア）がデジタル的に一音一音修正する、などということが行われるようになった。容姿（視覚的イメージ）優先で人（歌手）を選び、歌声をスタジオで人工的に作り上げて、（容姿も良く、歌も上手いという架空の歌手を作り出し）幻想上のイメージを視聴者に売り込んで音楽ビジネスとして儲けるということも、デジタル加工技術が発展してからは、盛んに行われるようになった。
その結果、（散々デジタル加工されてようやく作り出された）録音と同等の品質を、ステージの生歌で再現して聴衆に聞かせることは困難な歌手が増えて、CDやデジタル音源で聴いた歌声が「本物の歌声」だと信じてしまった聴衆を失望させないようにするために、ステージでは全面的に口パクを選ばざるを得なくなるパフォーマー（ダンサー、アイドル、歌手）が増えた。テレビ番組にて、歌う姿を見られないファンらが、コンサートライブでならと、こぞってチケットを買い求め、収益を増やす。新時代のアイドル商法は、正統派のアイドルに対する、カウンターカルチャーとしての、商業ビジネスの主流となっている。

### 口パクの蔓延
口パクは現在では多くの国の放送業界でしばしば用いられている技法のひとつである。特に、現在のアメリカのテレビの歌番組では、ほとんどの場合リップシンク技法（口パク）が用いられている。だが、聴衆や視聴者を騙す詐欺的行為だとして批判する人々も多く、一部の行政当局が口パクを禁止する場合もあり、また地域や国によっては明確に禁止されたり、明確に禁止する法律がつくられ、口パクが違法行為に当たる場合もある（後述）。
なお2013年3月に音楽番組プロデューサーのきくち伸がフジテレビの音楽番組で口パク禁止令を出したことがあったが、その結果、本当に歌が上手な人と、そうでなく歌が下手な人、極端に下手な人などが視聴者にはっきりと分かったことがあった。
ただし、予算がかかっていないご当地アイドルが実際のライブで口パクをすることは稀で、全国区のテレビやラジオを介した放送文化によって支援される音楽グループの品質を維持するために行われていることが多い。

### 「口パク」という表現の由来
日本語の「くちパク」という呼称は「実際に声を出さずに口だけパクパクと動かす」様から名付けられた。

## ライブにおける口パク
ライブで、あたかも実際に発声しているかのように見せる口パクは、「ライヴ（ブ） (live)」と言う単語が「生演奏の～」と言う意味を示しているのにもかかわらず、実際には歌っていないので、視聴者や聴衆を騙すことに繋がり、非難されることもある。
米国の歌手で、特に激しいダンスで観客を満足させようとする歌手の場合は、激しいダンスをすると呼吸が乱れて歌唱の品質が露骨に落ちるので、その曲をステージで披露する場合は、生歌を聞かせることは諦め、口パクを行っていることが近年では多い。例えばマイケル・ジャクソンは、激しいダンスパフォーマンスの品質を高く保つために、曲や構成によっては口パクをする場合もあった。妹のジャネット・ジャクソンや、マドンナも同様に口パクをする場合もある。
また、日本ではPerfumeがライブの一部楽曲にてバッキング・ボーカル手法を用いていると知られているが、Perfumeの音楽プロデューサーである中田ヤスタカの考え方はボーカル自体がギターやキーボードなどの楽器と同じ扱い であり、このため実際のライブで生声を出力する際は、マイク・ラインから取られるボーカルに電子的な処理 をリアルタイムで付加・調整し、他のコーラス・トラックやユニゾン・トラックと一緒にミキシング されている。
この他、テレビ局の番組構成上の方針でスタジオ音源と全く同一の音を望む場合はミュージシャン本人のみ出演で、ボーカルやバック演奏をそれらしく見せた当て振りにすることもある。一方、これに反発するロックバンドなどもあり、敢えて番組上の演奏を何かしらの形で「実際は行っていない」というパフォーマンスを視聴者に見せ付けること（マイクを逆さに持つ、正規の歌詞とは全く異なる発音で口を動かす、メンバーの立ち位置が違う、楽器の持ち方を変える等）で口パクをわざとバラす、ということもあった。
中国では2008年の北京オリンピックの開会式では国旗入場の際に演出された愛国歌「歌唱祖国」を林妙可が口パクを行い、実際に歌っていたのは楊沛宜という別の少女だったことが判明して問題になった。また中国では2009年3月13日以降、歌手が商業目的のコンサートなどで口パクをした場合に罰金を科すことを制定している（商業目的公演が対象であるため、五輪大会開会式など公的行事は対象外である）。2010年4月、四川省成都市のコンサートで開催された2人の女性歌手が口パクで1人につき罰金5万元（約68万円）が科せられた。
2009年11月には、歌手のブリトニー・スピアーズがオーストラリアの公演でファンに口パクを批判された。これを受けてニューサウスウェールズ州の公正取引局長は、コンサートで口パクを使用する場合には事前告知を行うべきだとの見解を示した。
2013年1月21日、アメリカのバラク・オバマ大統領の2期目の就任式において、ビヨンセがアメリカ国歌を歌ったが、伴奏したアメリカ海兵隊の音楽隊報道官が「口パクだった」と暴露したため、批判を受けた。ビヨンセは、大統領就任式という重要な場で、悪天気や適切なサウンドチェックができなかったために、「リスクを冒したくなかった」と釈明、「こうしたことは音楽業界ではごく当たり前だ」と語った。
トルクメニスタンでは、独裁者のニヤゾフ大統領によって公式に口パクが禁止されたが、ニヤゾフ大統領死去（2006年）以降も継続されているかどうかは不明である。

## 映画での口パク
ミュージカル映画の一部には、そもそも本人が歌っておらず、他の歌手による歌声を録音し、それにあわせて口パクをしているような、深刻な口パクもある。
特にインド映画は、ほとんど他歌手による物で「プレスコアリング」と呼ばれ、プレスコ専門の有名な歌手がいる。収録済み歌唱に合わせて口を動かし、あたかも登場人物が歌っているかの様に演出する技法を言う。

## ミュージックビデオでの口パク
歌謡曲、ポップスやロックのプロモーションビデオで、レコーディング済みのボーカルに合わせて口を動かす撮影技法を言う。スローモーション撮影時では、フィルム速度（フレーム速度：fps）を高速にする技法を使うが、その際には同様に高速にした音声を流し、それに合わせて口を動かして撮影する。

## アニメーション
リミテッド・アニメーションにおいて、登場人物が台詞を喋る際に、（背景や体を動かさずに）口だけを動かす技法を言う。日本ではテレビアニメ『鉄腕アトム』の制作以後に広まった技法とされる。セルアニメ時代の技法でいえば、「開く」「閉じる」「半開き」などの口の形のみが描かれたセル画を用意する。それらを口が描かれていないキャラクターの顔のセル画の上に乗せ、セリフのタイミングに合わせて差し替えながらカメラで撮影する。こうすると、連続するフィルム上では喋っているように見えるので、フルアニメーションのように表情を1枚1枚描くよりも、作画枚数を大幅に削減できる。同様に目の瞬きを表現するのは目パチと呼ばれる。現在のデジタル制作環境ではセル画の代わりにレイヤーを重ねるが、目的自体は同じである。
3DCGアニメではモーションキャプチャ技術で役者の顔をビデオ撮影し、そのデータ解析からリップシンクを生成する「フェイシャルキャプチャ」が使われる。また、リアルタイムにリップシンクを作成できるソフトが出回っており、VTuberの配信などに利用されている。

## コンピュータゲーム
コンピューターゲームでは、声優による収録済み音声の有無を問わず、登場人物の台詞に同期して、口のモーションを作成する技法を言う。これに対してまばたき（目パチ）の場合は、目のモーションを台詞などに合わせる必要は無い代わりに、数秒おきに行うことになる。